# Kirby's Dream Land 2
Kirby's Dream Land 2, känt i Japan som Hoshi no Kirby 2 (星のカービィ2 Hoshi no Kābī Tsū?, bokstavligen "Kirby av Stjärnorna 2"), är ett datorspel utvecklat av HAL Laboratory och utgett av Nintendo till Game Boy år 1995. Spelet handlar om Kirby och hans vänner fisken Kine, ugglan Coo och hamstern Rick som försöker stoppa Dark Matter från att ta över Dream Land.